# Dolichopeza abdita
Dolichopeza abdita är en tvåvingeart som beskrevs av Alexander 1932. Dolichopeza abdita ingår i släktet Dolichopeza och familjen storharkrankar. Inga underarter finns listade i Catalogue of Life.